# Jonas Savimbi
Jonas Savimbi (Munhango, Moxico; 3 de agosto de 1934-Lucusse, Moxico; 22 de febrero de 2002) fue un militar angoleño. Fue el fundador de UNITA, cuyo objetivo inicial era el de liberar Angola del dominio colonial portugués y, con posterioridad, del gobierno de partido único del democrático MPLA, al que era ideológicamente opuesto.

## Biografía
Su padre era un pastor evangelista que trabajaba en el ferrocarril de Benguela, empresa portuguesa. Como estudiante, Savimbi consigue en 1960 una beca para terminar sus estudios secundarios y estudiar medicina en Lisboa. No estudió medicina, sino ciencias políticas en Suiza. Luego, viaja hasta China para entrenarse en las técnicas de guerrillas.
Tras recibir formación política y militar en la China comunista de Mao Zedong, pasó a formar parte del Frente Nacional de Liberación de Angola (FNLA). En 1966 durante la Conferencia Tricontinental en La Habana y siendo un recomendado por el propio Ernesto “Che” Guevara, pues se habían reunido en Argelia y Tanzania en 1962, resolvió crear su propio grupo guerrillero, y para ello, también fue entrenado en Cuba, en la occidental provincia de Pinar del Río.
Tras su regreso a Angola, después de separarse formalmente de la FNLA, fue el fundador de la Unión Nacional para la Independencia Total de Angola (UNITA), que fue apoyada por el régimen de la Unión Sudafricana y la República Popular China (China Comunista), que sería el adversario directo en la escena política angoleña del Movimiento de Liberación Popular de Angola (MPLA), entonces de inspiración marxista y secundado por la Unión Soviética. Existen testimonios de que UNITA resultó utilizada por la PIDE (policía política del gobierno salazarista) para dividir a los rebeldes.[¿según quién?]
En 1974, la Revolución de los Claveles en Portugal liderada por el Movimiento de las Fuerzas Armadas (MFA) derribó la dictadura de Marcelo Caetano. Los capitanes del ejército portugués que encabezaron la rebelión restablecieron la democracia e iniciaron el movimiento de descolonización, nombrando al almirante Antonio de Alva Rosa Coutinho como presidente del gobierno de transición a la independencia de Angola.
El 11 de noviembre de 1975, se proclamó la independencia de Angola, y el poder pasó al MPLA, que derrotó tanto a UNITA como al FNLA de José Gilmore Holden Roberto. Se instaló en el país un gobierno de orientación comunista, apoyado por la URSS y Cuba. Jonás Savimbi, obligado en un primer momento a exiliarse en Zaire, y su movimiento, UNITA siguieron la lucha e iniciaron una guerra civil. En ella, estuvo apoyado militar e ideológicamente por los Estados Unidos y por el gobierno de Sudáfrica. Instalado en un primer momento en el norte de Namibia con la aquiescencia del régimen sudafricano, en 1979 Savimbi instaló su sede en Jamba, una ciudad creada por UNITA al sudeste de Angola. Allí permaneció hasta la retirada de las tropas cubanas en año 1989.
En 1991, los dos movimientos enfrentados desde 1975, firmaron un acuerdo de paz. Tras unas elecciones en las que su movimiento es derrotado, Savimbi se negó a aceptar el escrutinio y rompió el tratado de paz, regresando a la guerrilla en 1992; posiblemente a instigación del gobierno estadounidense, que continuó dándole armas y dinero. Pero en noviembre de 1994, pierde Huambo y las principales ciudades en las provincias del norte. El nuevo contexto internacional (final de la guerra fría y caída del régimen del apartheid en Sudáfrica) ocasionó que perdiese los apoyos de los gobiernos estadounidense y el sudafricano, que eran sus proveedores de armas y fuentes de financiación.
Tras largos años de infructuosas emboscadas y persecuciones a Jonas Savimbi, de las que siempre escapó, el gobierno angoleño de José Eduardo Do Santos acordó secretamente con el gobierno de Israel, en el año 1997, la  eliminación física de Savimbi, a cambio de 10 años de explotación sin impuestos de las mejores minas de diamantes y oro angoleñas. Para eso se creó un equipo experimentado  de inteligencia y rastreo contra el líder guerrillero, que estuvo compuesto por especialistas rastreo aéreo de la AMAN (Inteligencia Militar Israelí)  y especialistas de rastreo terrestre del MOSSAD (Inteligencia Exterior de Israel).[cita requerida]

## Asesinato
Finalmente, Jonas Savimbi muere el 22 de febrero de 2002, a manos de las tropas gubernamentales angoleñas y bajo el asesoramiento de los asesores israelíes, su caída en combate se produjo cerca del pueblo de Luccuse en la provincia de Moxico y unos 80 kilómetros de la salvadora frontera con Zambia. Según Alves Fernandes, reportero de la televisión portuguesa, el cuerpo de Savimbi "tenía 15 heridas de bala, dos en su cabeza y el resto dispersadas a lo largo de su pecho y piernas". Al ser un hombre muy difícil de encontrar hubo que bloquear dos puentes en los ríos Luvuei y Luonze, para que siguiera el camino donde se realizó la emboscada, murió con sus 30 guardaespaldas, pistola en mano fue el último en ser abatido" reconocieron los comandantes de la operación, brigadier Wala y el general Mbule. Sus restos se hallan en Luena.

## Legado
Savimbi fue sucedido por António Dembo, quien asumió el liderazgo de UNITA de forma interina en febrero de 2002. Pero Dembo había sufrido heridas en el mismo ataque que mató a Savimbi, y murió a causa de ellas diez días después y fue sucedido por Paulo Lukamba. Seis semanas después de la muerte de Savimbi, se firmó un alto el fuego entre la UNITA y el MPLA, pero Angola sigue profundamente dividida políticamente entre los partidarios del MPLA y de la UNITA. Una elección parlamentaria en septiembre de 2008 resultó en una abrumadora mayoría para el MPLA, pero su legitimidad fue cuestionada por observadores internacionales.
En los años transcurridos desde la muerte de Savimbi, su legado ha sido fuente de debate. "El error que cometió Savimbi, el gran error histórico que cometió, fue rechazar (las elecciones) y volver a la guerra", dijo en febrero de 2012 Alex Vines, jefe del programa de África del instituto de investigación Chatham House, con sede en Londres. La experta en África Paula Roque, de la Universidad de Oxford, dice que Savimbi era "un hombre muy carismático, un hombre que destilaba poder y liderazgo. No podemos olvidar que para un gran segmento de la población, UNITA representaba algo".
Le sobrevivieron "varias esposas y docenas de hijos", estos últimos suman al menos 25.

## Cultura popular
Jonas Savimbi es usado como referencia en el videojuego Call of Duty: Black Ops II peleando junto a Alex Mason contra las fuerzas del MPLA en la misión "Victoria Pírrica". Los hijos de Savimbi demandaron a la compañía editora del videojuego al interpretar que su padre había sido representado como un "bárbaro sanguinario".